# Claas Hoffmann
Claas Hoffmann (* 12. September 1967 in Stade) ist ein deutscher Autor.

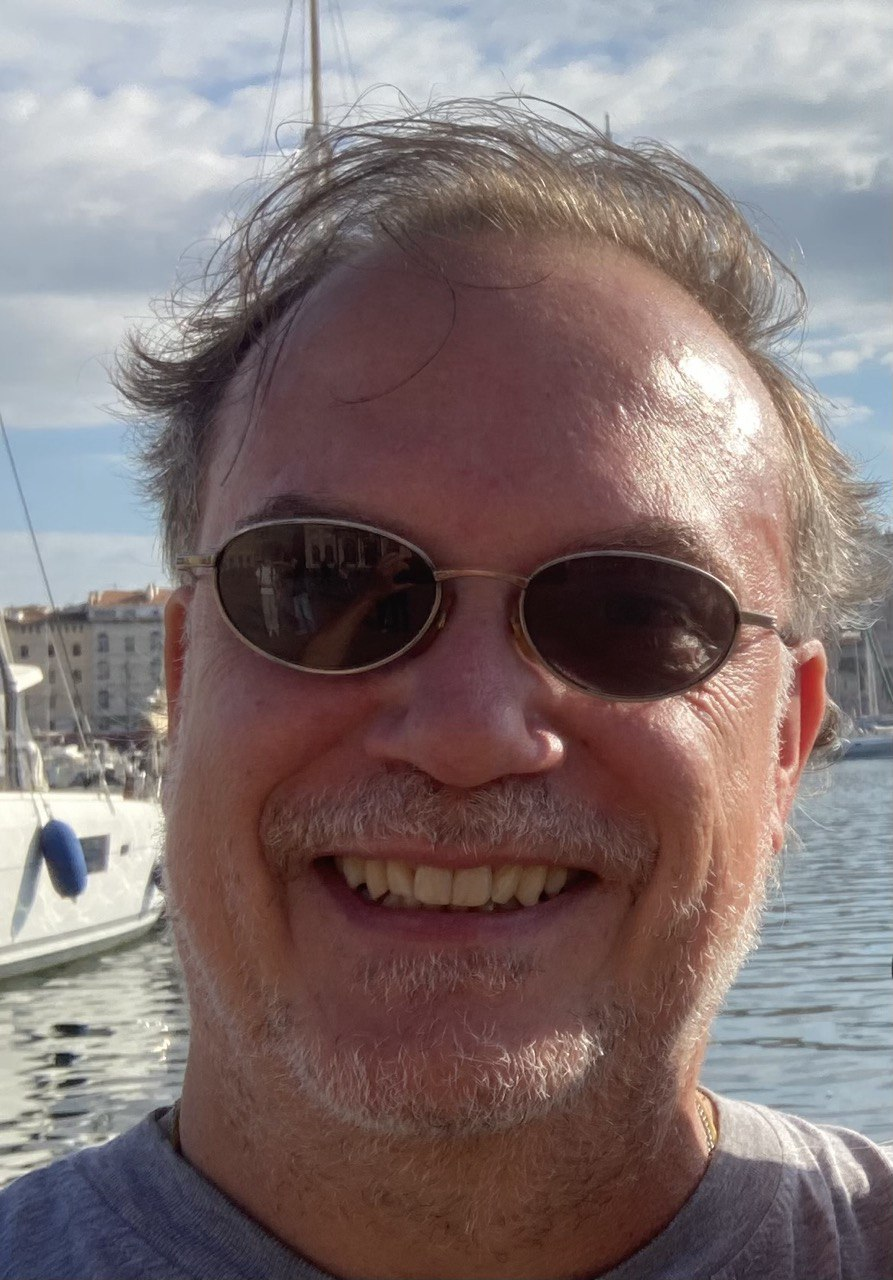
Claas Hoffmann (2024)

## Leben
Laut eigenen Angaben verbrachte er nach seinem Abschluss an der Realschule Horneburg 1984 ein Jahr an der Fachhochschule Hamburg für Grafik und Design. 1990 studierte er im Rahmen eines „Grundlagen Jahres“ (Foundation Year) am Emerson College. 1996 absolvierte er eine Ausbildung zum Multimediaproducer in Buxtehude. Von 1999 bis 2002 studierte Hoffmann Visual Arts & Sculpture Course am Emerson College in England. In der Zeit von 2003 bis 2006 lebte er in verschiedenen sozialen Gruppen, wie Damanhur oder Tamera. 
Als Sänger, Schlagzeuger und Textschreiber trat er in mehreren Bands auf. Seit 2003 ist er Sänger, Textschreiber und Komponist der Songs der Band Time and Space Society und trat mit ihnen in den letzten Jahren auf dem Wave-Gotik-Treffen in Leipzig auf.
Hoffmann war als Kunsttherapeut Mitarbeiter und Dozent in der IEK (Deutsches Institut für Entspannungstechniken und Kommunikation Bildungsgesellschaft mbH) tätig.
Mit seinem Sohn lebt er in Berlin.

## Publikationen
- NUIT – Aleister Crowley's Liber AL and the Thoth Tarot. Akron Verlag, 2004, ISBN 978-3-90537-222-9.
- Abraxas-Kalender. Limitierte Sonderauflage von 93 Stück, Phänomen Verlag, 2010.
- Sternzeit 365. Texte zum Liber AL vel Legis. Phänomen Verlag, 2011, ISBN 978-3-94319-415-9.
- Nacktmull im Solebad. Antiprosa, Zeichnungen und Gedichte. Edition Paradogs, 2015, ISBN 978-3-00049-578-6.
- Abraxas-Kalender. Erweiterte Neuauflage. Araki Verlag Leipzig, 2018, ISBN 978-3-93614-927-2.
- Metamorphose: Ein Kunsttherapie-Handbuch. Phänomen Verlag, 2021, ISBN 978-8412355123
- LAM - the Way: The Psychonauts’ Workbook, als Co-Autor, Frater 273, 2023, ISBN 978-8691520991
- Abraxas-Calendar, engl. Ausgabe, Phänomen Verlag, 2024, ISBN 978-8412948400

## Übersetzungen
- Liber Al vel Legis: Das Buch des Gesetzes. Phänomen Verlag, 2011, ISBN 978-3-93332-148-0.
- Die Wache Welt von Aleister Crowley, Phänomen Verlag, 2021, ISBN 978-8412355147